# 크리스티안 베트클로
크리스티안 베트클로(Christian Wetklo, 1980년 1월 11일, 마를 ~)는 독일의 전 축구 선수로, 현재 샬케 04 II의 골키퍼 코치이다. 그는 2005년 2월 19일, 아르미니아 빌레펠트전에서 하프타임에 교체 투입되어 분데스리가 데뷔전을 치르었다.